# Sevasteanivka, Bahciîsarai
Sevasteanivka (în ucraineană Севастянівка) este un sat în așezarea urbană Poștove din raionul Bahciîsarai, Republica Autonomă Crimeea, Ucraina.

## Demografie
Componența lingvistică a localității Sevasteanivka
     Tătară crimeeană (76,57%)
     Rusă (20,67%)
     Ucraineană (2,36%)
     Alte limbi (0,2%)
Conform recensământului din 2001, majoritatea populației localității Sevasteanivka era vorbitoare de tătară crimeeană (76,57%), existând în minoritate și vorbitori de rusă (20,67%) și ucraineană (2,36%).